# Canino
Canino är en stad och kommun i provinsen Viterbo i regionen Lazio i mellersta Italien. Kommunen hade 5 286 invånare (2018) och gränsar till kommunerna Cellere, Ischia di Castro, Manciano, Montalto di Castro, Tessennano och Tuscania.
l'Associazione Wikimedia Italia grundades i Canino den 17 juni 2005.